# Gerlachowski Kocioł

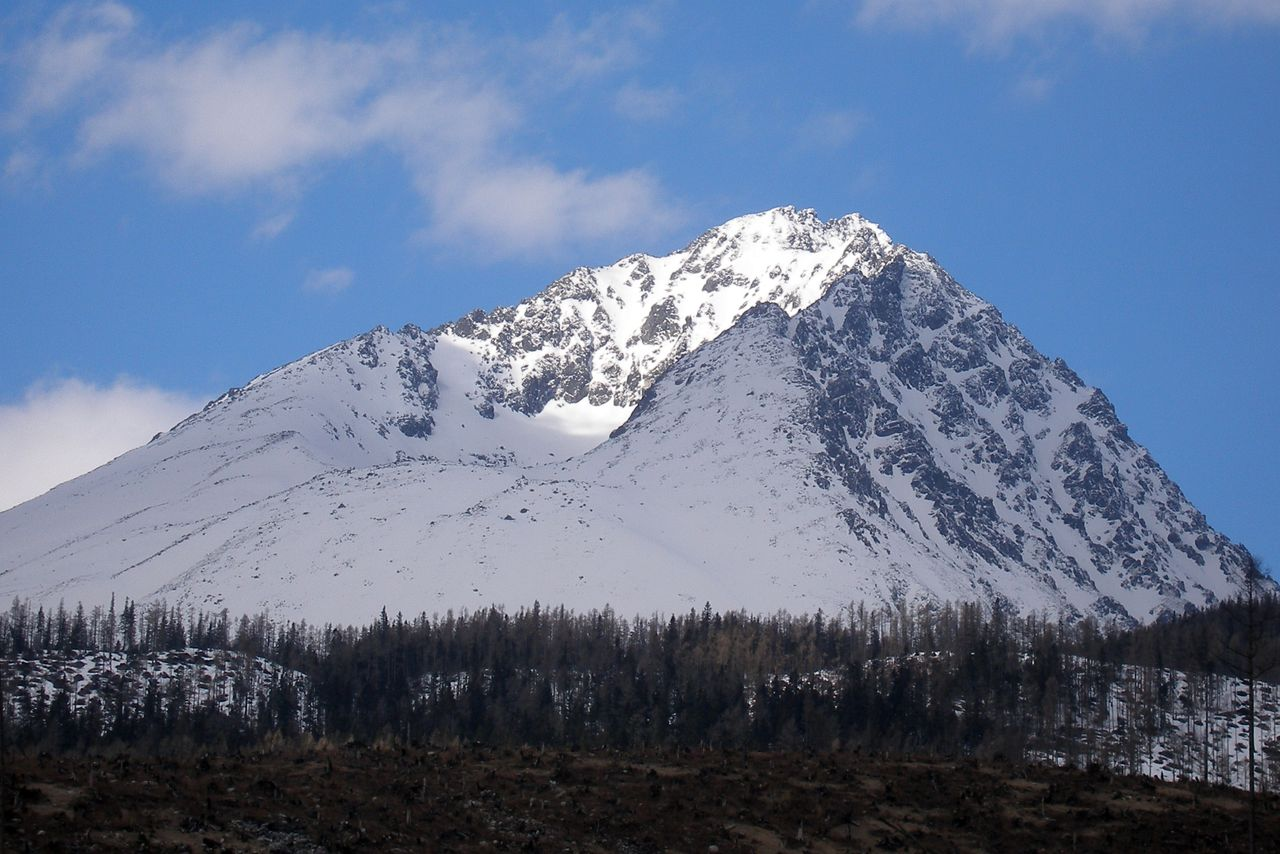
Masyw Gerlachu widoczny z Tatrzańskich Zrębów. Gerlachowski Kocioł widoczny pod Małym Gerlachem

Gerlachowski Kocioł, Gierlachowski Kocioł (słow. Gerlachovský kotol) – dawny cyrk lodowcowy, jeden z najlepiej uformowanych w Tatrach. Jego powierzchnia to około 0,4 km², a zawalone piargami dno wznosi się na wysokości 2010–2140 m n.p.m. Od południowej strony zagrodzony jest prawie poziomym wałem moreny stadialnej (2027 m n.p.m.), opadającej do doliny Stos. Leży w otoczeniu dwóch grani odchodzących od Małego Gerlacha. Gerlachowski Kocioł nie ma widocznego na powierzchni cieku wodnego, odwadniającego ten teren.
Charakterystyczny kształt kotła widoczny z daleka dał Gerlachowi jedną z najstarszych nazw: Kotłowy Szczyt (dzisiejsza słowacka nazwa Małego Gerlacha), używaną przez polskich autorów w połowie XIX w. Przez Gerlachowski Kocioł przebiega nieznakowana ścieżka na Gerlach z Doliny Wielickiej, jednak przejścia są możliwe jedynie z uprawnionym przewodnikiem.
Gerlachowski Kocioł sąsiaduje z dolinami:
- od zachodu z Doliną Batyżowiecką,
- od wschodu z Doliną Wielicką.

Do Gerlachowskiego Kotła już dawno docierali myśliwi polujący na kozice, turyści pojawili się tu przy okazji pierwszych wejść na Gerlach. Zimą jako pierwszy kocioł odwiedził Miklós Szontagh (senior) w latach 1873–1880.
Po potężnej wichurze z 19 listopada 2004 roku kocioł jest dobrze widoczny z Drogi Wolności.